# Andreas Stelzig

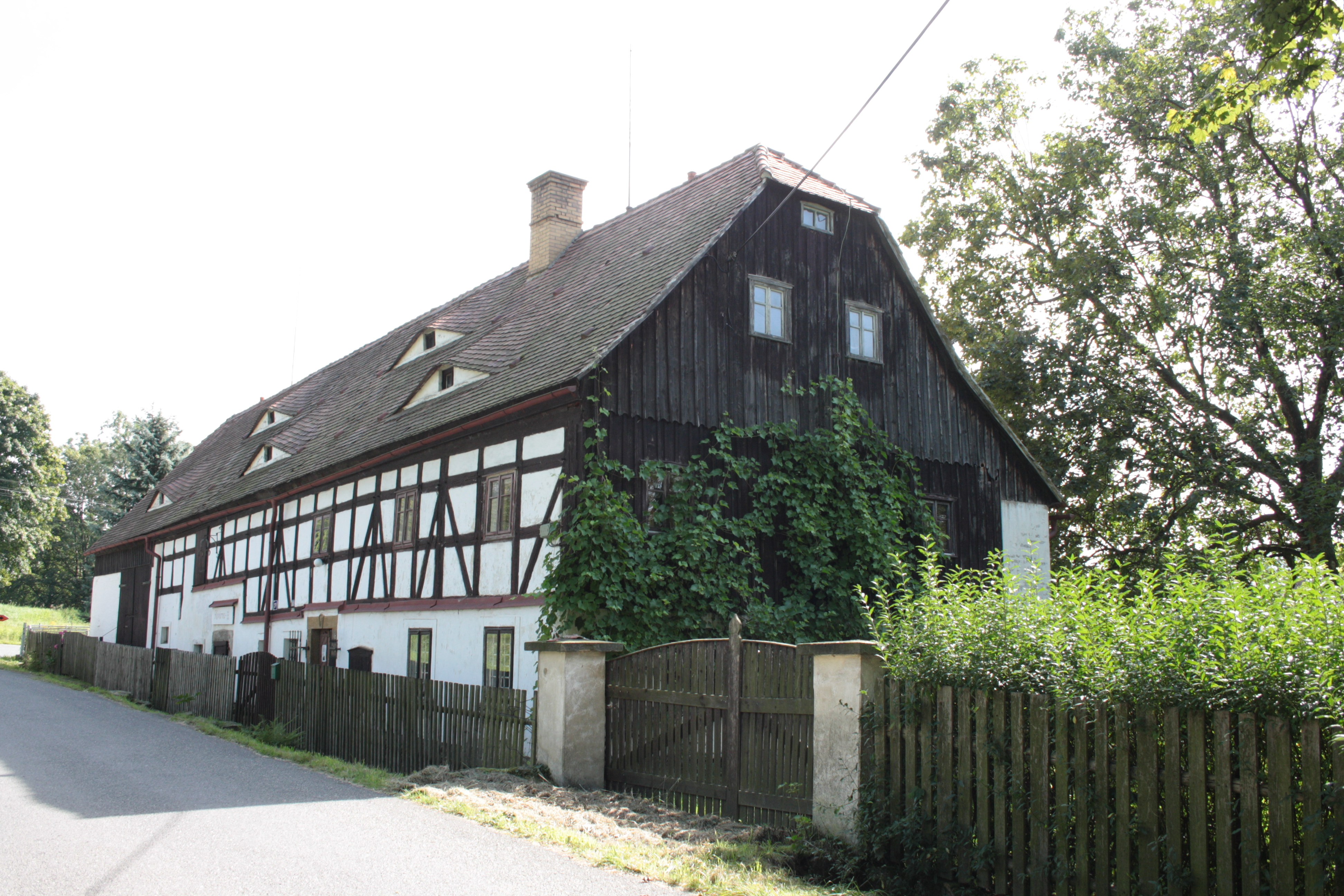
Kovárna Andrease Stelziga v Dolní Řasnici

Andreas (Ondřej) Stelzig byl vůdčí postavou nevolnických bouří na Frýdlantsku v letech 1679–1687. 

## Život
Není známo kdy a kde přesně se narodil, matriční zápis z roku 1669 udává, že se oženil s Annou Marií Stelzigovou z Mníšku u Liberce. Stelzig byl v té době kovářem v Dolní Řasnici, díky tomu měl možnost setkávat se s místními i cizími lidmi. Byl prý velmi výmluvný a měl dar přesvědčovat, svému okolí imponoval sebevědomým vystupováním. Bývá hodnocen jako čestný a výjimečně obětavý člověk.
Byl to právě Andreas Stelzig, kdo vedl roku 1679 delegaci frýdlantských poddaných k císaři Leopoldovi s cílem předat mu stížnost na stávající poměry na frýdlantském panství. Císař petici převzal někdy kolem 15. listopadu při svém pobytu v Brandýse nad Labem. Vyšetřování této stížnosti přešlo přes hejtmana Boleslavského kraje na tehdejšího majitele frýdlantského panství – hraběte Gallase a pochopitelně vyznělo v jeho prospěch. Mezitím byl vydán císařský patent zakazující obracet se s žádostmi přímo na císaře a rušící veškerá privilegia z doby před stavovským povstáním z roku 1618, zakazoval veškerá srocení lidu a nařizoval potrestání všech stěžovatelů. Aby se protestní hnutí v zárodku udusilo, bylo na Boleslavsko vysláno vojsko pod vedením hraběte Eneáše Silvia Piccolominiho. 15. dubna se Piccolomini objevil ve Frýdlantě a předvolaným poddaným nechal patent přečíst. Poté je vyzval k pokojnému chování. Protože se však chovali vzpurně, byli dva zatčeni a 48 drženo jako rukojmí. Stelzig tehdy na zámek nešel. Když se ale jeho sousedé z Frýdlantu vrátili, snažil se je přesvědčit k ozbrojenému odporu. K němu však nedošlo.
V létě 1681 se opět projevilo odhodlání pokračovat v zápase s vrchností, když císař vydal robotní patent, který však nepřinášel rolníkům žádnou úlevu. Na tajných schůzkách se vybralo dost peněz na cestu do Vídně a na dary příslušným úředníkům. Na cestu se vydal Andreas Stelzig, byl však někdy v červnu zatčen a počátkem července převezen do Prahy. Členové delegace, vyslané žádat o jeho propuštění ze staroměstského vězení, byli zatčeni rovněž.
Stelzigovi se z vězení sice podařilo uprchnout, byl však chycen, 7. října 1682 odsouzen k nuceným pracím v uherské pevnosti Ráb a bylo mu pod trestem smrti zakázáno vrátit se do Čech. Stelzig se v Uhrách dostal do služeb vojenského velitele a během jednoho z přesunů vojska se zbavil okovů a uprchl. Rozhodl se vrátit domů za manželkou a svými pěti dětmi. Zdržoval se u přátel ve Slezsku a Lužici, tajně navštěvoval svou rodinu. Byl dopaden až roku 1684 a uvězněn ve věži frýdlantského hradu. Důvodem jeho zatčení byl údajně dosti hrubý dopis, ve kterém žádal hraběte Gallase o propuštění své manželky z panství.
Frýdlantští obyvatelé se všemožnými způsoby pokoušeli dosáhnout jeho propuštění, nebo alespoň zabránit hrdelnímu trestu. To se patrně podařilo, neboť rozhodnutí, které přišlo z císařské kanceláře 15. února 1687, nařizovalo jeho opětovný transport do Rábu. Tentokrát s ním směla odcestovat i jeho manželka. Andreas Stelzig opustil vězení na libereckém zámku 27. dubna 1687 a do Rábu dorazil 11. května téhož roku. 
O jeho dalším životě nejsou žádné zprávy.

## V kultuře
Stelzigův příběh byl ztvárněn v dvoudílném románu Václava Kaplického Železná koruna, kde vystupuje jako hlavní postava.